# Viveca Lindfors
Elsa Viveca Torstensdotter Lindfors, més coneguda amb el nom de Viveca Lindfors, (Uppsala, Suècia, 29 de desembre de 1920 − Uppsala, 25 d'octubre de 1995) va ser una actriu de cinema i de televisió sueco-estatunidenca.

## Biografia
Va començar a rodar diverses pel·lícules fins al 1949, quan va emigrar als Estats Units, on la seva carrera va aixecar el vol.
Va estar casada amb el segon president de la Federació internacional d'escacs Folke Rogard, després amb George Tabori.

## Filmografia
Filmografia:

### Cinema
- 1940: Snurriga familjen d'Ivar Johansson
- 1941: I paradis... de Per Lindberg
- 1941: Tänk, om jag gifter mig med prästen d'Ivar Johansson
- 1941: Morgondagens Melodi de Ragnar Frisk
- 1942: Gula kliniken d'Ivar Johansson
- 1942: La donna del peccato d'Harry Hasso
- 1942: Nebbia sul mare de Hans Hinrich i Marcello Pagliero
- 1943: Anna Lans de Rune Carlsten
- 1943: Brödernas kvinna de Gösta Cederlund
- 1943: Appasionata, d'Olof Molander
- 1944: Jag är eld och luft d'Anders Henrikson
- 1944: Maria på kvarngården d'Arne Mattsson
- 1945: Svarta rosor de Rune Carlsten
- 1945: Den allvarsamma leken de Rune Carlsten
- 1945: I dödens väntrum de Hasse Ekman
- 1948: The Adventures of Don Juan de Vincent Sherman
- 1948: To the Victor de Delmer Daves
- 1948: Night Unto Night de Don Siegel
- 1949: Singoalla de Christian-Jaque
- 1950: No Sad Songs for Me de Rudolph Maté
- 1950: Backfire de Vincent Sherman
- 1950: The Flying Missile de Henry Levin
- 1950: This side of the law de Richard L. Bare
- 1950: Dark city de William Dieterle
- 1950: Die vier im jeep / Four in a jeep de Leopold Lindtberg
- 1951: Journey into light de Stuart Heisler
- 1952: The raiders de Lesley Selander
- 1952: No time for flowers de Don Siegel
- 1955: Run for cover de Nicholas Ray
- 1955: Els contrabandistes de Moonfleet (Moonfleet) de Fritz Lang
- 1956: The Halliday Brand de Joseph H. Lewis
- 1958: I accuse! de José Ferrer
- 1958: Weddings and babies de Morris Engel
- 1958: La tempesta d'Alberto Lattuada
- 1960: The story of Ruth d'Henry Koster
- 1960: Le Temps du ghetto de Frédéric Rossif
- 1961: Rei de reis (King of Kings) de Nicholas Ray
- 1962: No Exit de Tad Danielewski, adaptació de l'obra de Sartre de Tad Danielewski & Orson Welles: Inez
- 1963: Aquests són els condemnats (The damned) de Joseph Losey
- 1963: An affair of the skin de Ben Maddow
- 1964: Sylvia de Gordon Douglas
- 1965: Brainstorm de William Conrad
- 1967: Oscuros sueños eróticos de agosto de Miguel Picazo
- 1967: El coleccionista de cadáveres / Blind man's bluff de Santos Alcover
- 1969: Coming apart de Milton Moses Ginsberg
- 1970: Puzzle of a Downfall Child de Jerry Schatzberg
- 1972: La casa sin fronteras de Pedro Olea
- 1973: La campana del infierno de Claudio Guerín
- 1973: The Way We Were de Sydney Pollack
- 1976: Benvingut a Los Angeles (Welcome to L.A.) d'Alan Rudolph
- 1976: Tabu de Vilgot Sjöman
- 1977: Snorvalpen de Vilgot Sjoman
- 1978: A Wedding de Robert Altman
- 1978: Girlfriends de Claudia Weill: Beatrice
- 1978: Voices de Robert Markowitz
- 1979: Linus eller tegelhusets hemlighet de Vilgot Sjöman
- 1979: Natural enemies de Jeff Kanew
- 1980: The hand d'Oliver Stone
- 1982: Creepshow de George A. Romero, esquetx Father's day
- 1982: Dies rigorose leben de Vadim Glowna
- 1984: Silent Madness de Simon Nuchtern
- 1985: The Sure Thing de Rob Reiner
- 1987: Rachel River de Sandy Smolan
- 1987: Unfinished Business de Viveca Lindfors (+ guió)
- 1987: Pehavý Max a strasidlá de Juraj Jakubisko
- 1988: Going undercoverde James Kenelm Clarke
- 1988: Forced march de Rick King
- 1989: Misplaced de Louis Yansen
- 1990: The exorcist III: The legion de William Peter Blatty
- 1990: Luba d'Alejandro Agresti
- 1990: Encadenadament teva (The Linguini Incident) de Richard Shepard
- 1991: Zandalee de Sam Pillsbury
- 1991: Goin'to Chicago de Paul Leder
- 1991: Exiled in America de Paul Leder
- 1992: North of Pittsburgh de Richard Martin
- 1993: Geoffrey Beene 30 de Tom Kalin (curt)
- 1994: Backstreet justice de Chris McIntyre
- 1994: Stargate de Roland Emmerich
- 1995: Busca el teu refugi (Run for Cover) de Richard W. Haines
- 1995: Last summer in the Hamptons d'Henry Jaglom
- 1996: Looking for Richard d'Al Pacino

### Televisió
- 1978: A Question of Guilt (TV)
- 1980: Marilyn: The Untold Story de Jack Arnold i John Flynn
- 1989: La tia de Frankenstein

## Premis i nominacions

### Premis
- 1962: Ós de Plata a la millor interpretació femenina per No Exit
- 1990: Primetime Emmy a la millor actriu convidada en sèrie dramàtica per Life Goes On

### Nominacions
- 1978: Primetime Emmy a la millor actriu secundària en sèrie dramàtica per A Question of Guilt